# Vaakevandring
Vaakevandring fue una banda noruega de unblack metal que estuvo activa entre los años 1996 y 2007. Su nombre en el idioma noruego quiere decir "mover y despertar al pueblo", dicho nombre hace referencia a la resurrección de Jesucristo. Vaakevandring tocaba un estilo de unblack metal atmosférico, épico, sinfónico y folclórico. Su EP autotitulado fue producido por Stian Aarstad de Dimmu Borgir con lo que ganó mucha apreciación. A pesar de solo haber lanzado un EP, la influencia de Vaakevandring sobre la escena del unblack metal fue muy significativa dado que fue una de las bandas clave para cambiar la temática lírica dominante "anti-satanista" iniciada por el fundador del movimiento del unblack metal y líder de Horde, Jayson Sherlock y guio el movimiento hacia un sentido más filosófico y emocional. Vaakevandring compartió escenario con Antestor en el Swedish Endtime Festival del año 2007.

## Historia
En 1996, Alexander Nygård y Trond Bjørnstad formaron una banda llamada Lothlorien junto a Morten Sigmund Magerøy y un guitarrista local. El estilo de Lothlorien se volvió muy pesado y pronto cambiaron su nombre a Inertia. Trond dejó el bajo y empezó a hacer voces y gritos guturales, el segundo guitarrista comenzó a tocar el bajo.
Lothlorien tuvo problemas internos a causa de la religión. El segundo guitarrista (que después tocaría el bajo) quería escribir canciones sobre temas más oscuros y al final dejaría la banda. En ese mismo momento Pål y Ronny Hansen invitaron a Magerøy a  unirse a su proyecto "Signum Crusis". Ensayaron una vez y luego Alexander Nygård se volvió su guitarrista. Cambiaron el nombre de su banda a "Korsferd". Morten tocaba la guitarra, Ronny el bajo y Pål Dæhlen la batería. Hansen se concentró en la voz y Trond pasó a ser el bajista. Para entonces ya habían cambiado el nombre de la banda a Vaakevandring.
La banda alcanzó cierta popularidad aceptable entre los años 1998 y 1999 gracias a su demo, el cual fue producido y mezclado por Stian Aarstad, teclista de Dimmu Borgir. Esto ocasionó diversos rumores en internet. La razón por la cual Stian Aarstad quiso producir su demo fue porque el los escuchó tocar en vivo. Él les ofreció una sesión gratis en estudio porque necesitaba entrenamiento en mezcla y producción. El demo estaba terminado en diciembre del año 1998 y ya se habían hecho más de 100 copias, en Indonesia fue lanzado en casetes a través de THT Productions a principios del año 2000.
Luego, la banda grabó una canción titulada "The Fall Of Man" para la compilación In The Shadow Of Death de Endtime Productions. Lars Stokstad, guitarrista de Antestor, fue guitarrista de sesión para esa canción. Tanto Hansen como Magerøy se unieron a la banda Antestor mientras todavía eran miembros de Vaakevandring. Pål Dæhlen se unió a Frosthardr. El demo de Vaakevandring fue relanzado como un EP autotitulado por la discográfica noruega, Monumentum Scandinavia, se ha consolidado desde entonces como un clásico del unblack metal.

## Estilo e importancia
A principio de la década de los años 90, la escena del unblack metal estaba dominada por "anti-satanismo" y "mentalidad de cruzado" de Horde. Con elementos más cristianos tales como plegarias al Padre y otras temáticas tales como la conversión y salvación, bandas como Antestor, Crimson Moonlight y Vaakevandring dieron giro hacia una nueva dirección. Vaakevandring transfirió el desarrollo filosófico, emocional e ideológico a la escena cristiana del black metal.

## Discografía
- Demo 98/99 (demo) - (1999)
- Vaakevandring (EP) - (2004)